# Antônio Soares Amora
Antônio Augusto Soares Amora (São Paulo, 18 de abril de 1917 – São Paulo, 19 de janeiro de 1999), foi um pioneiro, educador, professor, poeta, escritor e ex-presidente da Academia Paulista de Letras
Ele produziu, na década de 70, o Telecurso Segundo Grau, além de ser o responsável pela criação dos primeiros cursos profissionalizantes e de comercio exterior exibidos na televisão.
Professor doutorado, foi o fundador e primeiro diretor da então Faculdade de Filosofia, Ciências e Letras de Assis, hoje pertencente a UNESP, em Assis, além de professor titular da disciplina de Literatura Portuguesa da USP.
A 17 de setembro de 1954, foi agraciado com o grau de Comendador da Ordem Militar de Cristo, de Portugal.
Logo após a criação da Fundação Padre Anchieta em 1969, Antônio Soares Amora foi convidado pelo então presidente José Bonifácio Coutinho Nogueira para assumir a diretoria do Departamento de Ensino da TV Cultura. Em 1971 Antônio Amora deixou o canal, retornando em 1975 como presidente da Fundação Padre Anchieta, cargo que ocupou até 1979. A 28 de dezembro de 1978, foi agraciado com o grau de Comendador da Ordem do Infante D. Henrique, de Portugal. Desde 1994 exercia o cargo de presidente do conselho curador da Fundação.
Antônio Soares Amora morreu na tarde de 19 de janeiro de 1999, aos 81 anos, em decorrência de um infarto agudo do miocárdio. Ele estava na sede da TV Cultura e se sentiu mal. Com parada cardiorrespiratória, foi levado ao Hospital Metropolitano, mas não resistiu. O professor não tinha problemas cardíacos, mas sofria de diabetes. Foi enterrado no Cemitério São Paulo.